# Newton Heath
Newton Heath er en forstad til Manchester, i Greater Manchester, England. Den ligger 4,5 km øst nord øst fra Manchester bymidte og har 9.883 indbyggere.
Historisk har Newton Heath været en del af Lancashire, og været et landbrugsområde, men blev præget af fabrikker under den industrielle revolution. Den primære industri var forskellige typer ingeniørarbejde, selvom mange også var beskæftiget i mine og tekstilindustrien i blomstrende områder som Clayton Vale and Bradford.
Navnet Newton Heath stammer fra angelsaksisk og betyder "new by på heden". Den pågældende hede strakte sig tidligere fra Miles Platting til Failsworth og er afgrænset af bække og floder på alle fire sider - Medlock, Moston Brook, Newton Brook og Shooters Brook.
Manchester United F.C. har stærke bånd til området, da klubben blev grundlagt i Newton Heath Lancashire and Yorkshire Railway Football Club.